# Корда, Александр
Сэр Александр Корда (англ. Sir Alexander Korda, наст. имя Шандор Ласло Келльнер (венг. Kellner Sándor László); 16 сентября 1893 — 23 января 1956) — британский кинорежиссёр и продюсер, выходец из Венгрии, наиболее влиятельный деятель британской киноиндустрии накануне Второй мировой войны.
В 1942 году Корда стал первым кинорежиссёром, возведённым в британское рыцарство (рыцарь-бакалавр с правом на титулование сэр).

## Биография
Родился в Австро-Венгрии в еврейской семье. Старший брат менее известных кинематографистов — Золтана и Винсента Корда. Работал журналистом в Венгрии, во Франции (в Париже); в 1914—1926 годах снимал немые ленты в Вене, Берлине, в Голливуде. Характерный пример кинопродукции этого периода — фильм «Аве, Цезарь!»
Ввиду его левых убеждений и участия в революционной деятельности (в 1919 при Венгерской советской республике он входил в правительство и осуществлял национализацию кинематографа) Корде пришлось после установления диктатуры Хорти навсегда покинуть Венгрию. В 1927—1931 годах снимал фильмы в США, в 1932 году, после некоторого периода проживания во Франции, переехал в Лондон, где основал киностудию London Films (позднее влившуюся в киноимперию Артура Рэнка). Уже первый фильм этой студии — «Частная жизнь Генриха VIII» — имел большой успех, став образцом «исторического костюмного кино», а Корду даже называли «спасителем британской киноиндустрии».
Снятая ранее в США немая кинокомедия «Частная жизнь Елены Троянской» (1927) по сценарию Джералда Даффи (на основе одноимённого романа Джона Эрскина) была номинирована на премию «Оскар» за лучшие титры (Дж. Даффи).
В 1936 году получил британское гражданство. За время работы в Великобритании, по данным IMDb, Корда выступил продюсером пятидесяти двух и режиссёром двенадцати фильмов. Среди наиболее успешных из них:
- 1933 — «Частная жизнь Генриха VIII» (режиссёр)
- 1934 — «Возвышение Екатерины Великой» (продюсер, сорежиссёр)
- 1934 — «Частная жизнь Дон Жуана» (режиссёр и продюсер)
- 1936 — «Рембрандт» (режиссёр)
- 1936 — «Человек, который умел творить чудеса» (продюсер)
- 1936 — «Облик грядущего»
- 1939 — «Четыре пера»
- 1939 — Q Planes
- 1940 — «Багдадский вор» (продюсер)
- 1941 — «Леди Гамильтон»
- 1947 — «Идеальный муж»
- 1949 — «Третий человек» (продюсер)

Музой и первой женой Корды была венгерская актриса немого кино Мария Фаркаш. Затем он регулярно снимал в своих фильмах вторую жену, британскую актрису Мерл Оберон, а также американского актёра Чарльза Лоутона. Они же были назначены на главные роли в фильме «Я, Клавдий» 1937 года, но из-за многочисленных происшествий на площадке съёмки были прекращены.
В память о Корде названа ежегодная премия BAFTA за лучший британский фильм года.

## Награды
- Крест Милана Растислава Штефаника 1-го класса (посмертно, 1 января 2008 года, Словакия)[8]